# Ivan Stodola

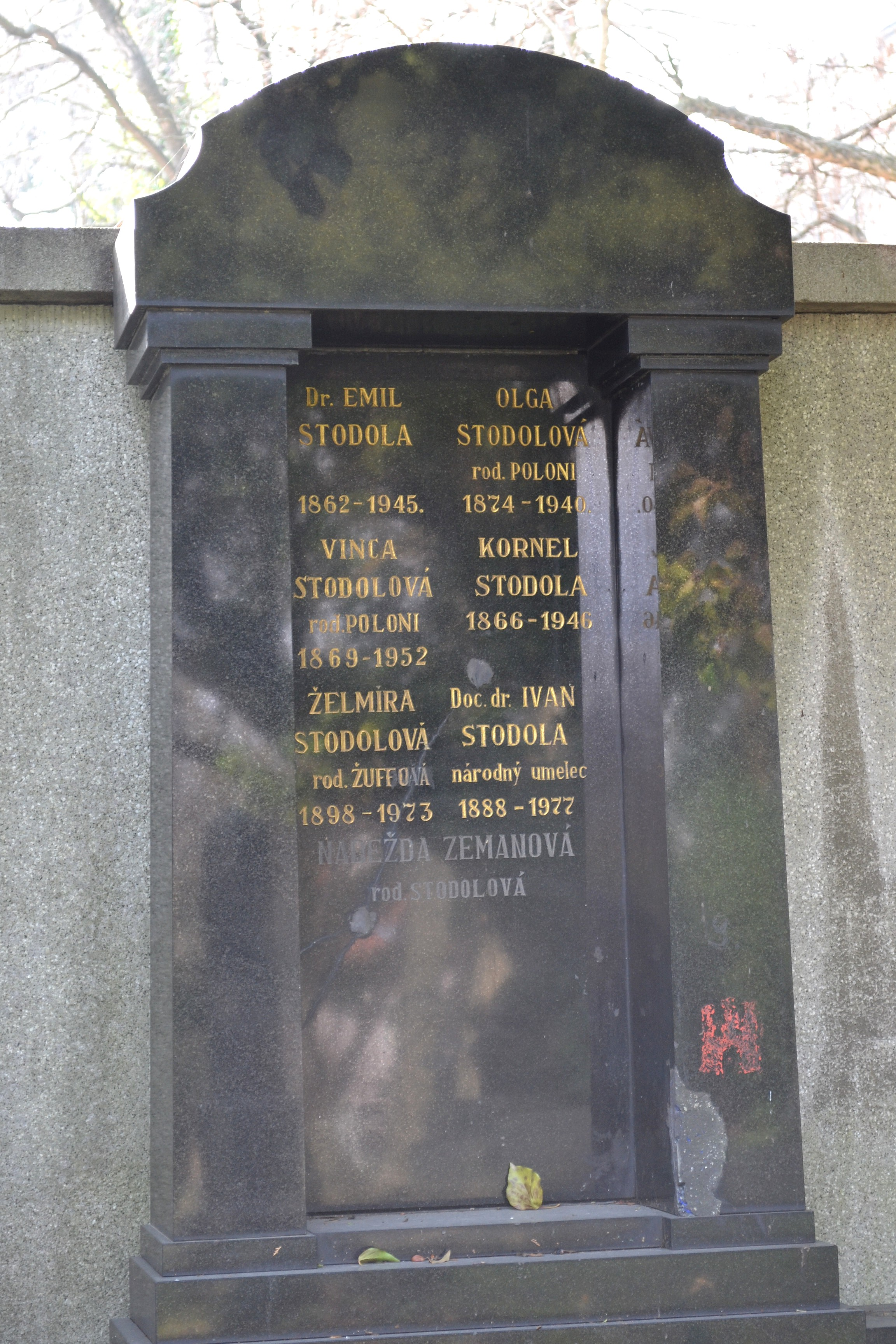
Rodinná hrobka Stodolových

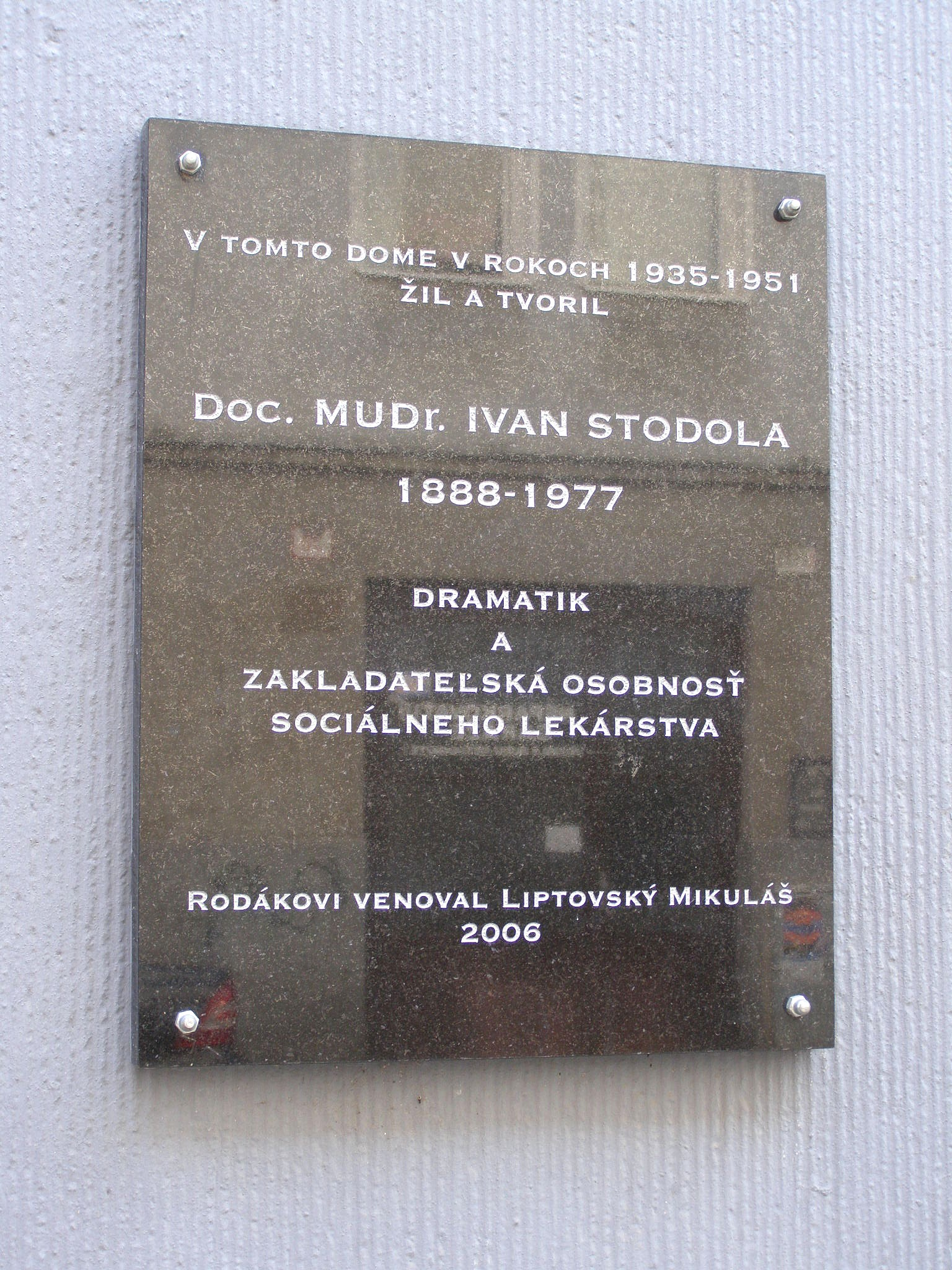
Pamětní deska na ulici Grösslingová č. 43 v Bratislavě

MUDr. Ivan Stodola (10. března 1888 Liptovský Mikuláš – 26. března 1977 Piešťany) byl slovenský dramatik a spisovatel.

## Životopis
Narodil se v rodině koželuha a učitelky. Vzdělání získal ve svém rodišti, v Prešově a v Kežmarku, později studoval medicínu na vysoké škole v Budapešti a v Berlíně, lékařský titul MUDr. získal v roce 1912. Pracoval jako lékař v Liptovském Mikuláši, v době 1. světové války sloužil jako vojenský lékař, po válce se opět vrátil do Liptovského Mikuláše. V roce 1933 se stal krajským zdravotním inspektorem, v letech 1938–1939 pracoval na Ministerstvu zdravotnictví v Praze, od roku 1951 pracoval v Bratislavě ve Státním zdravotním ústavu. Jako funkcionář Ligy proti tuberkulóze se stal zakladatelem preventivního zdravotnictví na Slovensku, v letech 1925–1944 byl redaktorem časopisu Boj o zdravie. V roku 1946 získal titul docenta sociální patologie, v roce 1951 byl protiprávně odsouzen a vězněn, propuštěn byl až po dvou letech na základě amnestie. Přestěhoval se do Piešťan, kde od roku 1954 žil jako důchodce. V roku 1967 mu byl udělen titul národní umělec.

## Tvorba
Už v dětství a také v době svých studií vyrůstal v kulturním prostředí, kde se často setkával s ochotnickým divadlem a sborovým zpěvem, což ovlivnilo i jeho vztah k literatuře a později i jeho vlastní tvorbu. Psal hlavně divadelní hry: komedie, tragédie a romantické historické hry. Jeho rozsáhlé memoárové knihy tvoří žánrově ucelené autobiografické vyprávění o životě a společenských událostech. Jeho díla jsou často uváděna i na divadelních scénách v Praze nebo v zahraničí, ale také se staly námětem pro rozhlasové pořady a televizní filmy.

## Dílo

### Komedie
- 1925 – Žarty (knižně vyšlo v roce 1926)
- 1925 – Daňové pokonávanie (knižně vyšlo v roce 1926)
- 1926 – Náš pán minister
- 1929 – Čaj u pána senátora
- 1931 – Jožko Púčik a jeho kariéra
- 1933 – Cigánča
- 1941 – Keď jubilant plače
- 1943 – Mravci a svrčkovia
- 1944 – Komédia

### Tragédie
- 1928 – Bačova žena

### Historické a romantické hry
- 1931 – Kráľ Svätopluk
- 1938 – Veľkomožní páni
- 1941 – Marína Havranová  (knižně vyšlo v roce 1942)
- 1946 – Básnik a smrť (autor ji časem přepracoval a vydal v roce 1974 pod názvem Zahučali hory)
- 1948 – Ján Pankrác
- 1958 – Pre sto toliarov

### Ostatní dramatická díla
- 1928 – Belasý encián (knižně vyšlo v roce 1931)
- 1930 – Posledná symfónia
- 1935 – Bankinghouse Khuvich and Comp.

### Memoárová a autobiografická díla
- 1947 – Bolo, ako bolo
- 1968 – Náš strýko Aurel
- 1969 – Smutné časy, smutný dom
- 1972 – Z každého rožka troška
- 1977 – V šľapajach Hippokrata

### Malé knižní publikace
- 1933 – Z našej minulosti
- 1947 – Štvrťstoročné Železnô
- 1965 – Bolo ako bolo